# Aspidium sibiricum
Aspidium sibiricum là một loài dương xỉ trong họ Tectariaceae. Loài này được Turcz., Besser mô tả khoa học đầu tiên năm 1834.
Danh pháp khoa học của loài này chưa được làm sáng tỏ. 